# Эскадренные миноносцы типа «Жгучий»
Эскадренные миноносцы (эсминцы) типа Жгучий — 9 незначительно различающихся эсминцев типов «Викс» и «Клемсон», по англо-американской классификации объединённых в эсминцы (destroyers) типа «Таун» (город, англ. Town-class destroyer), переданных СССР во временное пользование флотом Великобритании в счёт репараций с Италии в 1944 году и вошедших в Северный флот СССР.

## История
Около 270 незначительно различающихся «гладкопалубных четырехтрубных» эсминцев построены в США в 1917—1920 годах. Были двух почти идентичных типов — «Викс» и «Клемсон». К началу Второй мировой войны устарели и к 1940 году выведены из ВМС США.
В мае 1940 года премьер-министр Великобритании Уинстон Черчилль, после эвакуации британского экспедиционного корпуса в конце мая 1940 года из Франции и ухудшения для Великобритании ситуации в битве за Атлантику, предложил президенту США Франклину Рузвельту взять в 99-летнее пользование все английские военно-морские и авиационные базы в Западном полушарии в обмен на 50 старых эсминцев. Первоначально просьба отклонена, но после тяжелых потерь, понесенных английским флотом летом того же 1940 года, Черчиллю все же удалось уговорить Рузвельта, и 2 сентября 1940 он подписал договор «эсминцы в обмен на базы».
Передаваемые эсминцы были многочисленного типа «гладкопалубников», построенных в США в 1917—1920 годах. Их отличительная особенность — гладкопалубный корпус, ромбическое расположение пушек главного калибра и мощное торпедное вооружение. Корабли разделялись на несколько групп, различаясь судовыми энергетическими установками, количеством труб и запасом топлива.
Передавали эти эсминцы с сентября по ноябрь 1940 года, часть из них (Annapolis, Columbia, Hamilton, Niagara, St. Claire, St. Croix и St. Francis) сразу поступила в ВМФ Канады.
Были переименованы по назаниям британских и американских городов, отсюда принятое в Великобритании наименование этого типа Town-class destroyer (тип «Таун» [город])].
Хотя британцы очень нуждались в кораблях для эскорта атлантических конвоев, использовать полученные от США эсминцы в этом качестве без некоторой модернизации не имело особого смысла. Вооружение «гладкопалубников» за 20 лет службы сколько-нибудь серьёзно не менялось и мало подходило для противолодочной обороны и ПВО. Кроме того, недостаточная, по мненинию британского Адмиралтейства, остойчивость этих эсминцев требовала мер по снижению «верхнего» веса.
В целом модернизация бывших американских эсминцев повторяла модернизацию в 1940 году старых британских эсминцев постройки Первой мировой войны — ставился гидролокатор английского производства, кормовое 102-мм орудие главного калибра заменяли на британскую 76-мм зенитную пушку, а американскую 76-мм демонтировали, как и два торпедных аппарата. Устанавливали 4 бомбомёта (в редких случаях 2 — на Niagara, Reading и Ramsey).

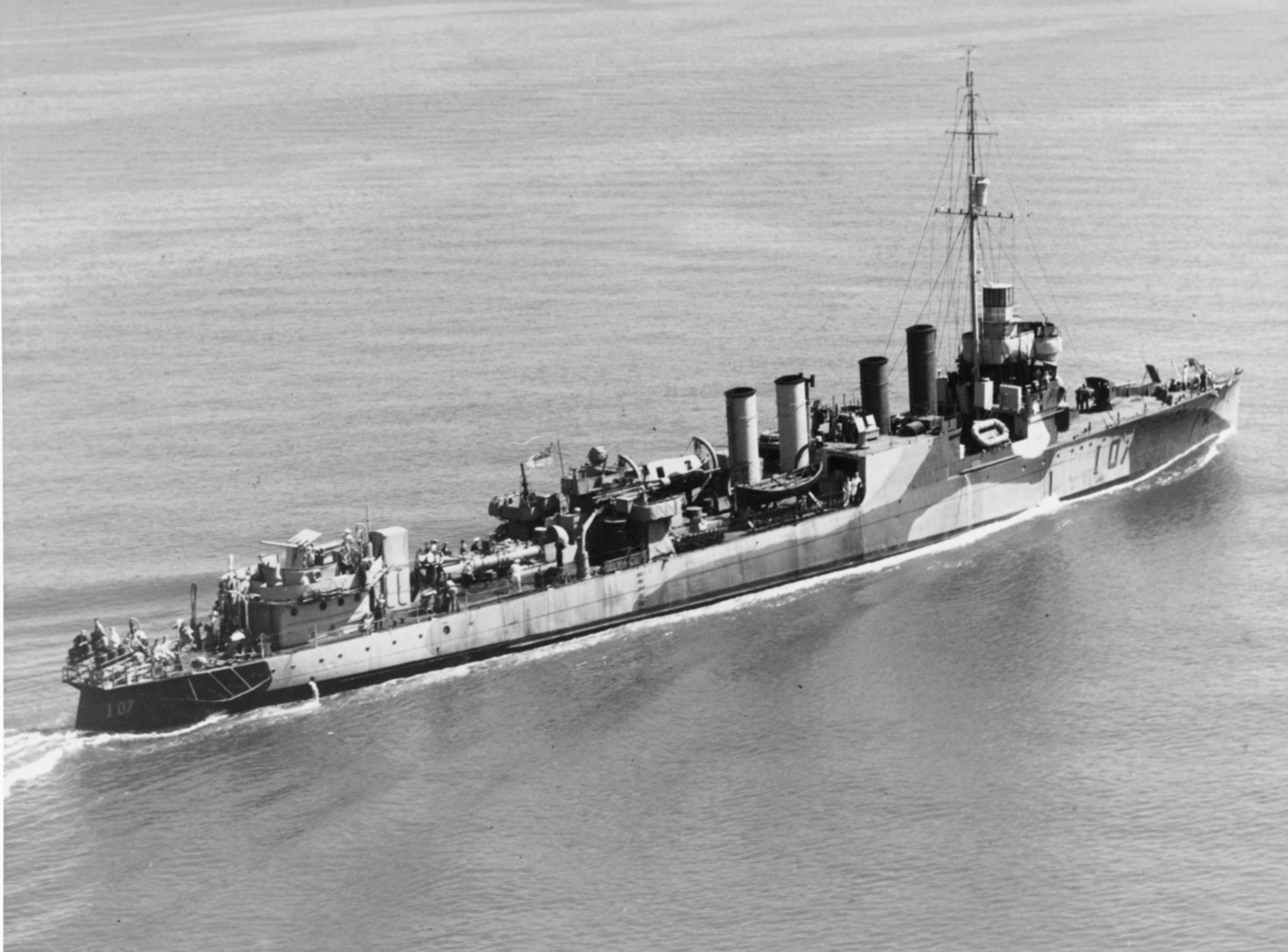
Roxburgh («Доблестный»). 1942

В 1941—1943 годах часть эсминцев (Montgomery, Mansfield, Richmond, Castleton, Chelsea, Wells, Salisbury, Lincoln, Newmarket, Newark, Georgetown, Roxburgh, Hamilton, Broadway, Chesterfield, Beverley, Churchill, Burnham, Buxton, Ripley, Rockingham, St. Francis, Annapolis, Columbia, Clare, Bradford и Stanley) перевооружены повторно, при этом на них устанавливали МБУ Хеджхог, бортовые 102-мм орудия, а на некоторых эсминцах и 12,7-мм пулемёты заменяли на 2—4 20-мм автоматических «эрликона» (в некоторых случаях — на 40-мм «пом-помы»). Одновременно один из торпедных аппаратов снимали, а второй переносили в диаметральную плоскость. Это проводили не всегда одновременно, иногда Хеджхог устанавливали позже (например на Wells). На части эсминцев сделали более высокий мостик новой формы (Richmond, Chelsea, Wells, Newark, Georgetown, Roxburgh, Chesterfield, Beverley, Rockingham, St. Francis и Annapolis).
Из Великобритании 9 эсминцев этого типа переданы СССР во временное пользование в счет репараций с Италии и вошли в Северный флот.  В основном использовались для охранения морских конвоев.

## Служба
1. «Живучий» (до 23 сентября 1940 года DD-93 «Фэйрфакс» [USS Fairfax], до 10 апреля 1944 года G88 «Ричмонд» [HMS Richmond])
Вступил в строй 6 апреля 1918 года. Передан СССР в июле 1944 года и 24 августа 1944 года вошёл в Северный флот. 9 декабря 1944 года потопил германскую подводную лодку U-387 глубинными бомбами и тараном. Возвращен ВМФ Великобритании 23 июня 1949 года и 12 июля 1949 года сдан на слом.

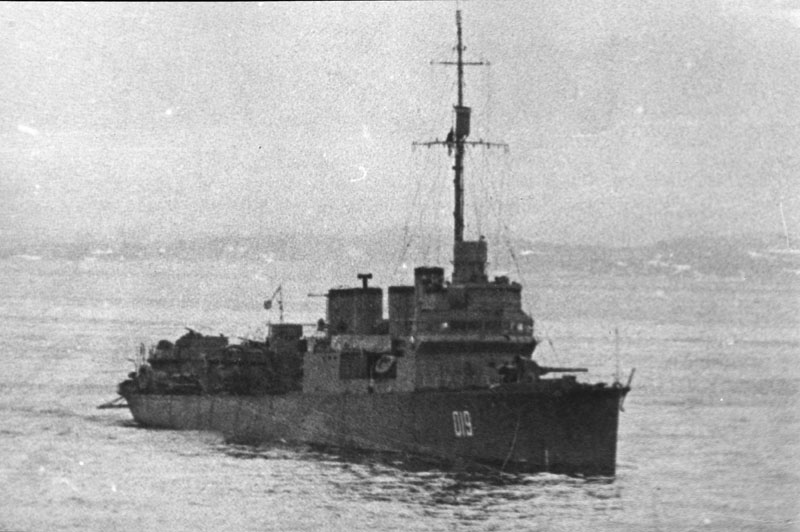
«Дружный» в океане. 1944—1952

2. «Дружный» (до 23 октября 1940 года DD-143 «Ярнелл» [USS Yarnall], до 10 апреля 1944 года G42 «Линкольн» [HMS Lincoln], до 5 октября 1944 года «Линкольн»)
Вступил в строй 29 ноября 1918 года. В сентябре 1941 года передан норвежским ВМС. В феврале 1942 года сел на камни, повреждён и отбуксирован в Великобританию для ремонта. Часть оборудования, включая РЛС, демонтирована. Передан СССР в августе 1944 года вместо запасных частей к однотипным эсминцам. Находился в неудовлетворительном техническом состоянии, поэтому британское командование не рекомендовало развивать скорость более 10 узлов и сбрасывать глубинные бомбы для избежание повреждений корпуса эсминца. 26 августа 1944 года на эсминце поднят Военно-морской флаг СССР и он вошёл в Военно-Морской Флот СССР под старым названием «Линкольн». Нетрадиционное для русского и советского Военно-Морского Флота название получил в честь экипажа, работа которого позволила совершить переход в СССР и сохранить корабль как боевой. По данным некоторых зарубежных источников по прибытии в СССР разобран на запчасти, но на самом деле отремонтирован и 23 сентября 1944 года зачислен в 3-й дивизион эсминцев Северного флота и был на службе как боевой корабль. Возвращен ВМФ Великобритании 27 августа 1952 года и в сентябре 1952 года сдан на слом.

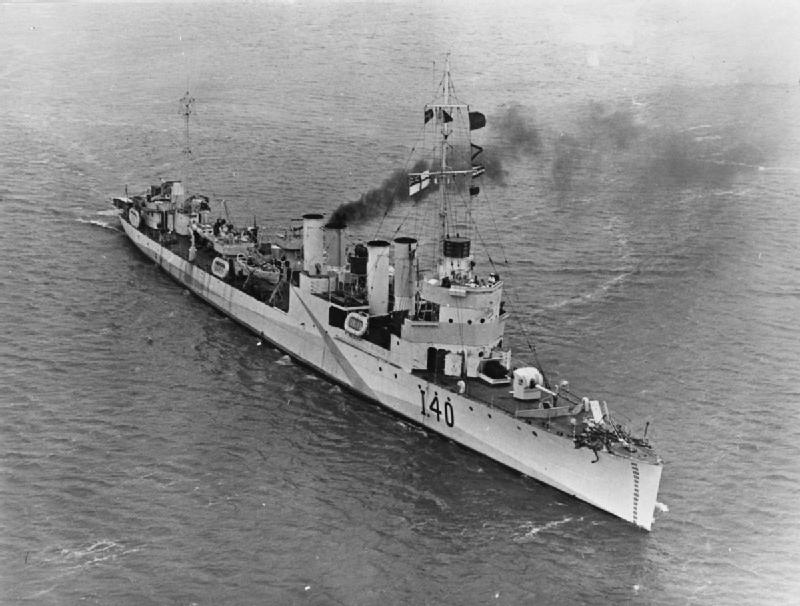
«Жесткий» в море. 1939—1945

3. «Жёсткий» (до 23 сентября 1940 года DD-168 «Мэддокс» [USS Maddox], до 10 апреля 1944 года I40 «Джорджтаун» [HMS/HMCS Georgetown])
Вступил в строй 10 марта 1919 года. Передан СССР в июле 1944 года и 24 августа 1944 года вошёл в Северный флот. Возвращен ВМФ Великобритании 12.08.1952 г. и 16.09.1952 г. сдан на слом.

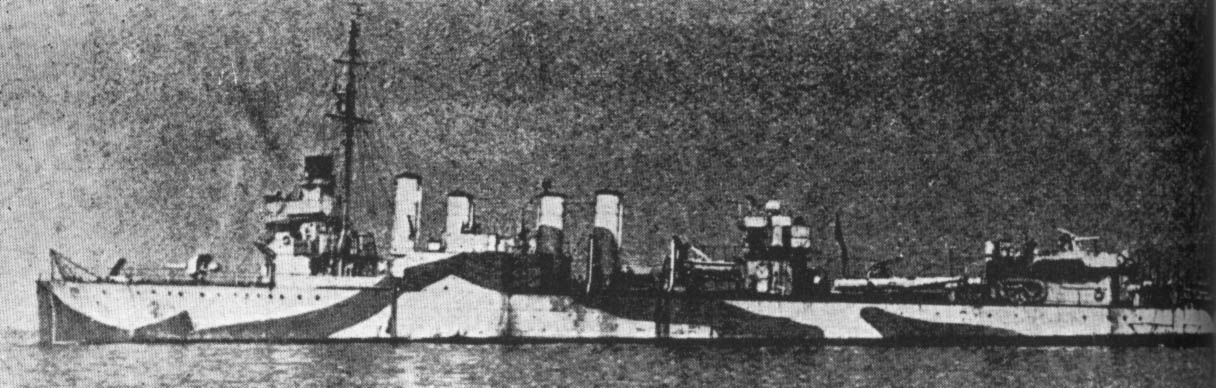
«Жаркий» на севере. 1944—1949

4. «Жаркий» (до 23 октября 1940 года DD-167 «Кауэлл» [USS Cowell], до 10 апреля 1944 года I8 «Брайтон» [HMS Brighton])
Вступил в строй 17 марта 1919 года. Передан СССР в июле 1944 года и 24 августа 1944 года вошёл в Северный флот. Возвращен ВМФ Великобритании 28 февраля 1949 года и 5 апреля сдан на слом.

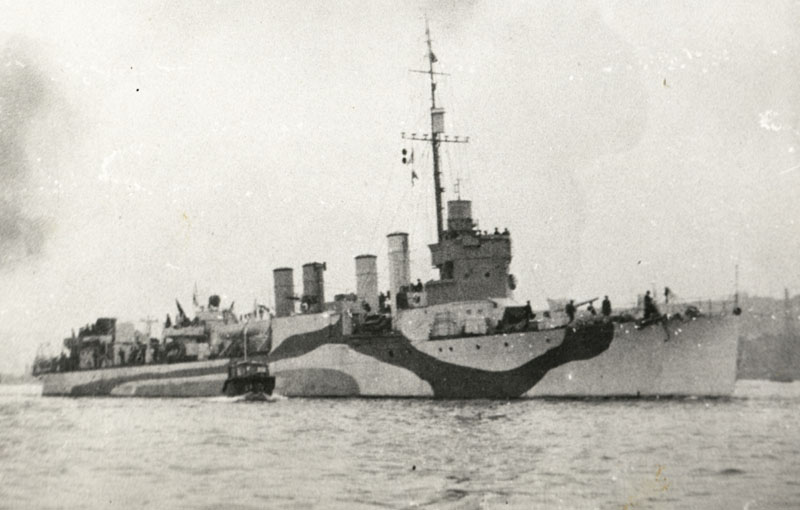
«Доблестный». 1944—1949

5. «Доблестный» (до 23 сентября 1940 года DD-169 «Фут» [USS Foote], до 10 апреля 1944 года I07 «Роксборо» [HMS Roxborough])
Вступил в строй 21 марта 1919 года. Передан СССР в августе 1944 года и 24 августа 1944 года вошёл в Северный флот. Возвращен ВМФ Великобритании 4 февраля 1949 года и 5 апреля сдан на слом.
6. «Достойный» (до 23 сентября 1940 года DD-182 «Томас» [USS Thomas], до 10 апреля 1944 года I15 «Сент-Олбенс» [HMS Sant Albans])
Вступил в строй 25 апреля 1919 года. Передан СССР в августе 1944 года и 24 августа 1944 года вошёл в Северный флот. Возвращен ВМФ Великобритании 28 февраля 1949 года и 5 апреля сдан на слом.

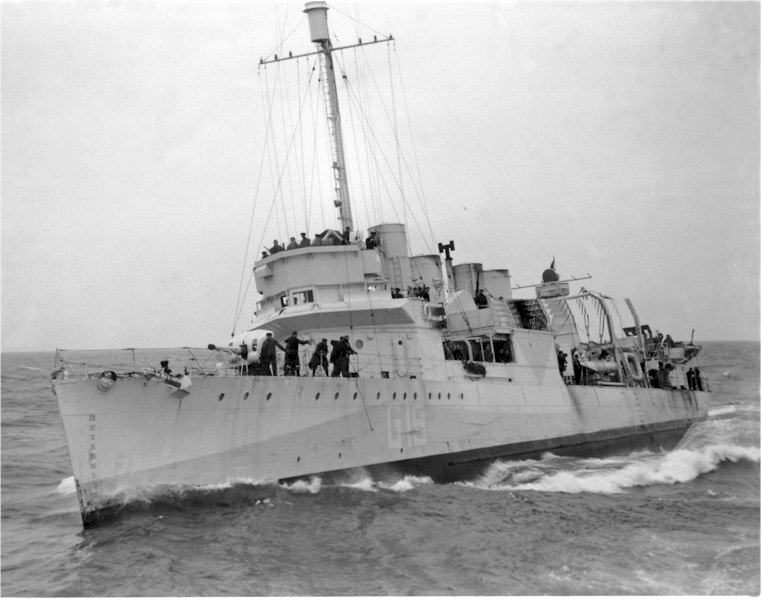
«Жгучий». 1942

7. «Жгучий» (до 23 октября 1940 года DD-127 «Твиггс»«» [USS Twiggs], до 10 апреля 1944 года G19 «Лимингтон» [HMS Leamington])
Вступил в строй 28 июля 1919 года. Передан СССР в августе 1944 года и 24 августа 1944 года вошёл в Северный флот. Возвращен ВМФ Великобритании 30 января 1950 года и 26 июля 1951 года сдан на слом.
8. «Дерзкий» (до 9 сентября 1940 года DD-134 «Крауниншилд» [USS Crowninshield], до 10 апреля 1944 года «Челси» [HMS Chelsea])
Вступил в строй 6 августа 1919 года. Передан СССР в июле 1944 г.  и 24 августа 1944 года вошёл в Северный флот. 22 августа 1944 года потопил немецкую подводную лодку U-344 (не подтверждается после перепроверки по данным Германии). Возвращен ВМФ Великобритании 23 июня 1949 года и 12 июля сдан на слом.

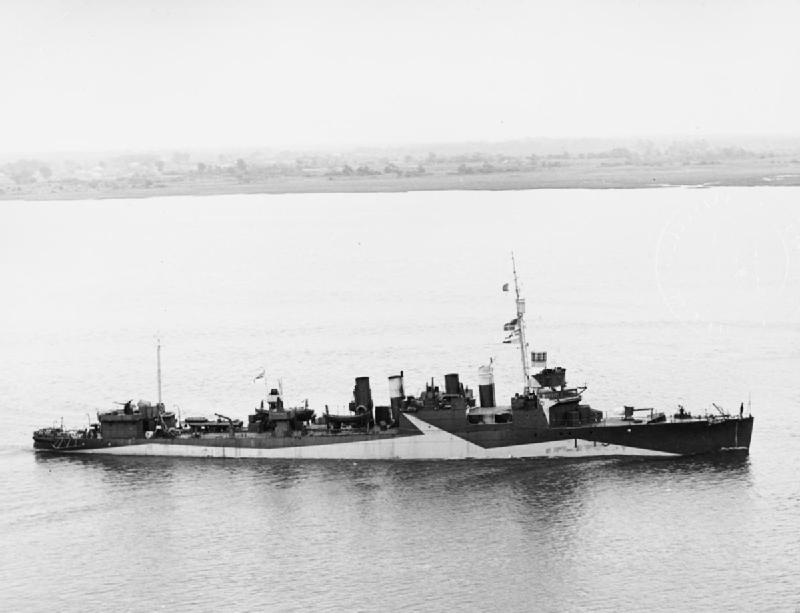
«Деятельный». 1939—1945

9. «Деятельный» (до 9 сентября 1940 года DD-198 «Херндон» [USS Herndon], до 10 апреля 1944 года «Черчилль» [HMS Churchill])
Вступил в строй 14 сентября 1920 года. Передан СССР в августе 1944 года и 24 августа 1944 года вошёл в Северный флот. Торпедирован 16 января 1945 года немецкой подводной лодкой U-997, тяжело повреждён (корма оторвана до торпедного аппарата, кормовая переборка из-за ветхости корабля разрушена давлением воды) и после затопления машинных отделений и остановки водоотливных средств утонул. Спасли всего 7 членов экипажа.